# Fenêtre antéorbitaire

Crâne de Dromaesaurus. On voit la fenêtre antéorbitaire à gauche de l'orbite.

Crâne de triapside qui possède trois paires de fenêtres temporales, correspondant aux Archosauriens

Une fenêtre antéorbitaire ou fenêtre préorbitale est une ouverture latérale dans le crâne de certains animaux et située en avant des orbites. Cette fenêtre est apparue chez les archosauriens au cours du Trias. Les oiseaux archaïques actuels possèdent encore cette fenêtre mais elle a disparu chez les autres et les crocodiliens modernes. D'ailleurs, les oiseaux ont a tendance à avoir une perte de l'intégralité des fenêtres (ou fosses) temporales qui régressent, se réunissent et se limitent finalement à la cavité orbitaire (processus de coalescence plus ou moins avancé selon les familles). Chez certaines espèces d'archosauriens, l'ouverture est fermée, mais son emplacement est encore marqué par une dépression sur la surface du crâne qu'on appelle fosse antéorbitaire.

## Galerie

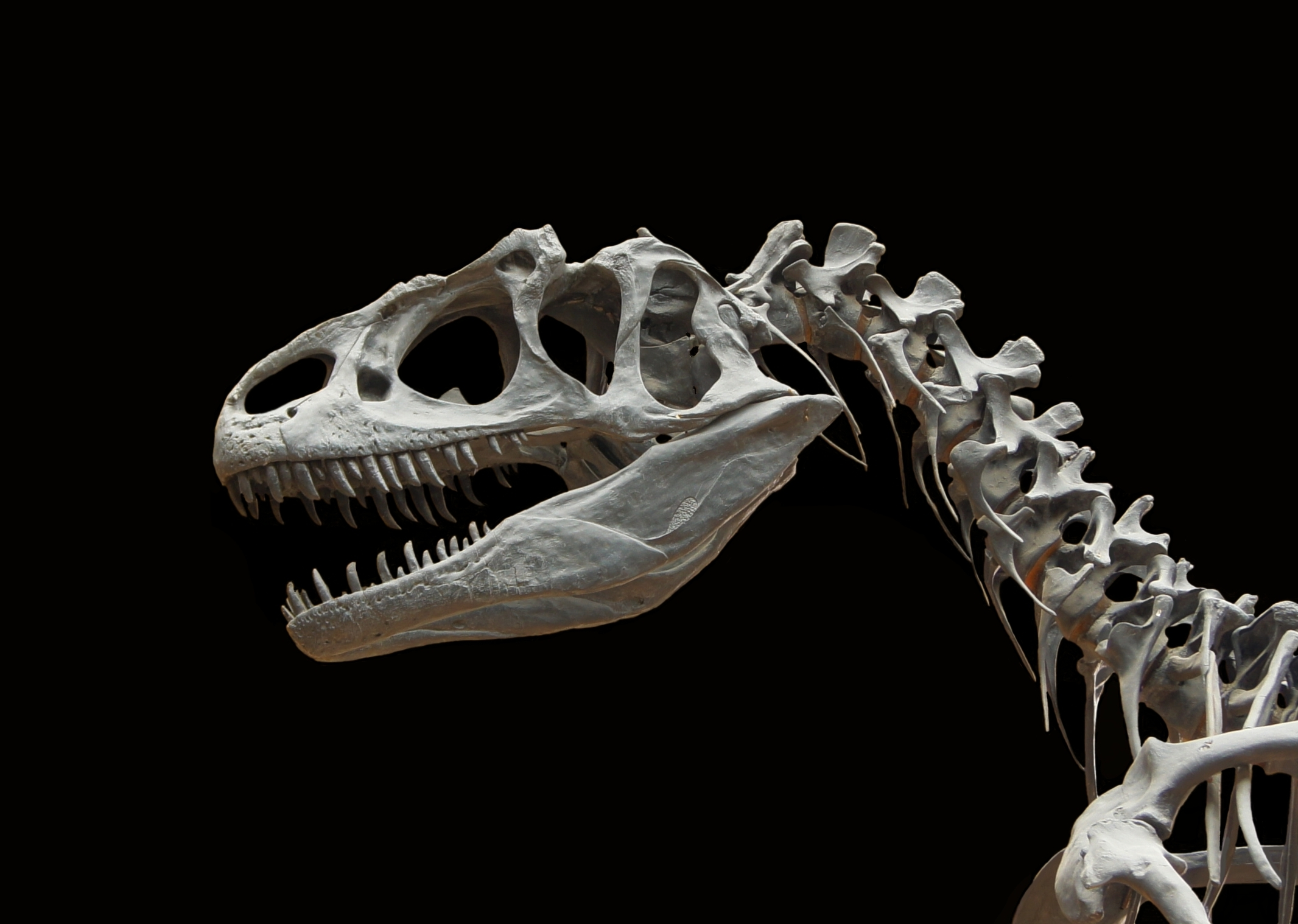
Crâne d'Allosaurus avec ses grandes fenêtres antéorbitaires.

- (en) Cet article est partiellement ou en totalité issu de l’article de Wikipédia en anglais intitulé « Antorbital fenestra » (voir la liste des auteurs).